# 性史 (張競生著)
《性史》是张竞生在1926年出版的一部性学著作。原名《性史第一集》。
《性史》是一本小書，不到150頁，收集了一舸女士、江平、白蘋、喜蓮、蘋子、乃誠、敬仔等七人的作品。張競生在書中提出女性的“第三種水”之說，1958年，德國女科專家格萊芬堡通過科學手段才予以證實——現今性學專家還在研究的雌性潮射現象。

## 《性史第二集》
《性史第二集》虽然也署名张竞生，但其实是抢在张竞生真正第二集之前出版的伪作。张竞生曾在第一集中说，将在续集中说明自己的性经验。而伪作的第二集竭力模仿第一集的风格，而且以色情成份居多。

## 影响
《性史》上市当天，据说引起了很多人的好奇心，造成交通堵塞。而且《性史》出版后，有一系列的续集出版，都盗用了张竞生的名义。劉心皇《帝王生活的另一面》：“當時的中年人都起而對他作嚴酷的批評，甚至破口大罵。許多人一面看他的書一面罵，越罵越看他的書；青年人呢，沒有罵，只看他的書。因為他的書所談的問題，都是大家所不敢談的問題。”

## 逸事
章太炎對劉半農說︰“你知不知道近年來還有一個瑞典人斯文赫廷，又在西北發掘了許多文物，究竟中國科學家做些什麼事？所謂北京大學，只出了一個張競生，寫了一本《性史》，這難道就是提倡白話文以來的世界名著嗎?”